# Classe 200/S
Le motovedette Classe 200/S sono imbarcazioni della Guardia costiera italiana realizzate dalla Rodriquez Cantieri Navali nel cantiere navale di Messina. 
La serie è stata realizzata in ventotto unità, che hanno il distintivo ottico che va da CP-265 a CP-292, è stata progettata per la massima flessibilità operativa, per impieghi che vanno dal pattugliamento alla sorveglianza delle coste a interventi di soccorso. Le unità sono dislocate nei principali porti nazionali, da Trieste a Cagliari, da Ancona a Fiumicino, da Genova a Palermo.
Vengono considerate appartenenti a questa classe anche quattro unità, il cui distintivo ottico che va da CP-261 a CP-264, realizzate nello stabilimento Intermarine di Sarzana in provincia di La Spezia.

## Caratteristiche
Le unità sono realizzate interamente in lega di alluminio, sono lunghe 25 metri, larghe 5,76 e con un'opera viva inferiore a un metro, che consente facili avvicinamenti in aree di bassi fondali comuni lungo le coste italiane. Il dislocamento standard è di 53 tonnellate che diventano 58 a pieno carico. Lo scafo è stato progettato per assicurare galleggiamento e stabilità in tutte le condizioni di dislocamento, anche con alcuni compartimenti allagati.
La propulsione è costituita da tre motori entrobordo Isotta Fraschini da 740 kW, con i due motori laterali accoppiati a linea d'asse con eliche a passo fisso e quello centrale con funzione di booster è abbinato tramite un riduttore a un idrogetto. I motori sono utilizzabili in modo flessibile: con tutti i motori in funzione la velocità massima è di 34 nodi con autonomia di 690 miglia a 28 nodi, mentre spegnendo il "booster" le velocità massima è di 27 nodi e l'autonomia di 900 miglia a 18 nodi.
Le unità della serie sono contraddistinte oltre alla velocità di punta, da una buona tenuta di mare e da un'elevata manovrabilità sia ad alta sia a bassa velocità, lasciandosi
dietro una scia ridotta, senza onda eccessiva. Le sistemazioni interne sono adatte a un equipaggio di dodici persone che può restare in mare per lunghi periodi lontano dalla base, con un relativo comfort essendo anche le unità dotate di impianto di dissalazione per produzione di acqua fino a 3.000 lt al giorno. La plancia inoltre è dotata di strumentazione molto perfezionata e molto simile a quelle delle unità di più grandi dimensioni, soprattutto per quanto riguarda radar e sistemi di comunicazione con tutte le funzioni controllate da un sistema di monitoraggio elettronico che riporta alla plancia tutti i controlli.
Le unità navali il cui distintivo ottico va da CP-261 a CP-264 sono più corte di oltre dieci metri e più strette di oltre un metro, equipaggiate con due motori entrobordo MAN D2842LE401, alimentati a gasolio ognuno da 735 kW ed hanno una velocità massima è di 31 nodi ed un'autonomia di 300 miglia.

## Operatività
Gli impieghi principali di queste unità sono la sorveglianza e il pattugliamento costiero in ogni periodo dell'anno. Le motovedette Serie 200 hanno trovato impiego in operazioni di controllo dell'immigrazione clandestina nelle acque di Lampedusa e sono state le prime a intervenire in occasione dell'incidente aereo dell'ATR tunisino precipitato in mare al largo di Palermo.

## Cessioni
L'Italia ha ceduto quattro di queste unità in dotazione al Corpo della Capitaneria di porto a Panama, nell'ambito di un accordo di cooperazione tra i due stati firmato il 30 giugno 2010 per la sorveglianza delle coste panamensi e per il contrasto alla criminalità organizzata e al narcotraffico. Nell'ambito di tale accordo, insieme alle quattro unità della classe l'Italia ha ceduto allo stato centroamericano anche due pattugliatori di altura Classe Diciotti, mentre la Selex, società confluita in Leonardo-Finmeccanica dal 2016 (poi Leonardo), si è fatta carico dei sistemi di sicurezza nel Canale di Panamá.
Le quattro unità navali della classe cedute a Panamá sono state cancellate dal "Ruolo speciale del naviglio militare dello stato-Corpo delle capitanerie di porto" a decorrere dal 10 maggio 2011 sottoposte a lavori di revisione e di rimodulazione, effettuati dalle maestranze qualificate dell'Arsenale militare di Messina, per essere riconvertite in imbarcazioni adatte alla navigazione nel Canale di Panamá. I lavori sulle unità navali sono cominciati nell'aprile 2011 e si è trattato di una delle più importanti commesse acquisite dall'Arsenale di Messina. Al termine di lavori, le quattro unità del tipo 200/S hanno lasciato da Messina all'inizio di maggio 2012, e sono giunte alla fine dello stesso mese a Panamá, per essere incorporate nel Servicio Nacional Aeronaval, la locale guardia costiera, in cui le quattro unità navali hanno preso i nomi di quattro ex presidenti panamensi: Endara, Pérez Ballares, Moscoso e Torrijos (PC 220, PC 221, PC 222, PC 223). Le unità del tipo Diciotti, di base a Messina raggiunsero Panamá alla fine del 2012.
Altre due unità di questa tipologia sono state vendute nel 2011 alla Tethys Plantgeria Ltd, una compagnia nigeriana istituita nel 1991 che fornisce servizi tecnici nei settori dell'ingegneria subacquea, del trasporto marittimo, della costruzione di piattaforme offshore e della ricerca in ambiente marino, che opera principalmente del golfo di Guinea in particolare nel settore petrolifero e del gas nigeriano. Le due unità sono state sottoposte lavori di riallestimento presso i cantieri Siman di La Spezia e ribattezzate Conqueror Due e Conqueror Tre

## Unità
| CP-265 |  |      | 20 febbraio 2001 |                | // 247837000 | |
| CP-266 |  |      | 24 aprile 2001   | 2 maggio 2011  | // 247838000 | Consegnato a Panama il 31 maggio 2012. In servizio nel Servicio Nacional Aeronaval con il nome PC 220 "Presidente Guillermo Endara"      |
| CP-267 |  |      | 22 giugno 2001   |                | // 247839000 | |
| CP-268 |  |      | 18 ottobre 2001  |                | // 247020100 | |
| CP-269 |  |      |                  | 2011           | // 657105500 | venduto nel 2011 alla compagnia nigeriana Tethys Plantgeria Ltd e ribattezzato Conqueror Tre                                             |
| CP-270 |  |      | 7 febbraio 2002  | 10 maggio 2011 | // 247020300 | Consegnato a Panama il 31 maggio 2012. In servizio nel Servicio Nacional Aeronaval con il nome PC 221 "Presidente Ernesto P. Balladares" |
| CP-271 |  |      |                  |                | // 247020400 | |
| CP-272 |  |      | 7 febbraio 2002  | 10 maggio 2011 | // 247020500 | Consegnato a Panama il 31 maggio 2012. In servizio nel Servicio Nacional Aeronaval con il nome PC 222 "Presidente Mireya Moscoso"        |
| CP-273 |  | 2002 | 21 marzo 2002    |                | // 247020600 | |
| CP-274 |  |      |                  |                | // 247020700 | |
| CP-275 |  |      | 7 febbraio 2002  | 10 maggio 2011 | // 247264300 | Consegnato a Panama il 31 maggio 2012. In servizio nel Servicio Nacional Aeronaval con il nome PC 223 "Presidente Martín Torrijos"       |
| CP-276 |  |      | 2002             |                | // 247020900 | |
| CP-277 |  |      | 2002             |                | // 247021100 | |
| CP-278 |  |      | 2002             |                | // 247021200 | |
| CP-279 |  |      | 2002             | ottobre 2011   | // 657847000 | venduto nel 2011 alla compagnia nigeriana Tethys Plantgeria Ltd e ribattezzato Conqueror Due                                             |
| CP-280 |  |      | 16 dicembre 2002 |                | // 247021400 | |
| CP-281 |  |      | 16 dicembre 2002 |                | // 247021500 | |
| CP-282 |  |      | 16 dicembre 2002 |                | // 247021600 | Ceduto ad ARPA SICILIA, la motonave Galatea – CT 2884 è adibita per a ricerca scientifica e tecnologica nel campo delle Scienze del Mare |
| CP-283 |  |      |                  |                | // 247021700 | |
| CP-284 |  |      | 12 febbraio 2004 |                | //           | |
| CP-285 |  |      | 2003             |                | // 247021900 | |
| CP-286 |  |      | 2003             |                | // 247022100 | |
| CP-287 |  |      | 16 December 2004 |                | // 247022200 | |
| CP-288 |  |      | 8 aprile 2005    |                | // 247022300 | |
| CP-289 |  |      | 13 aprile 2005   |                | // 247022400 | |
| CP-290 |  |      | 26 maggio 2003   |                | // 247084500 | |
| CP-291 |  |      | 26 maggio 2003   |                | // 247084600 | |
| CP-292 |  |      | 26 maggio 2003   |                | // 247084700 | |

## Galleria d'immagini

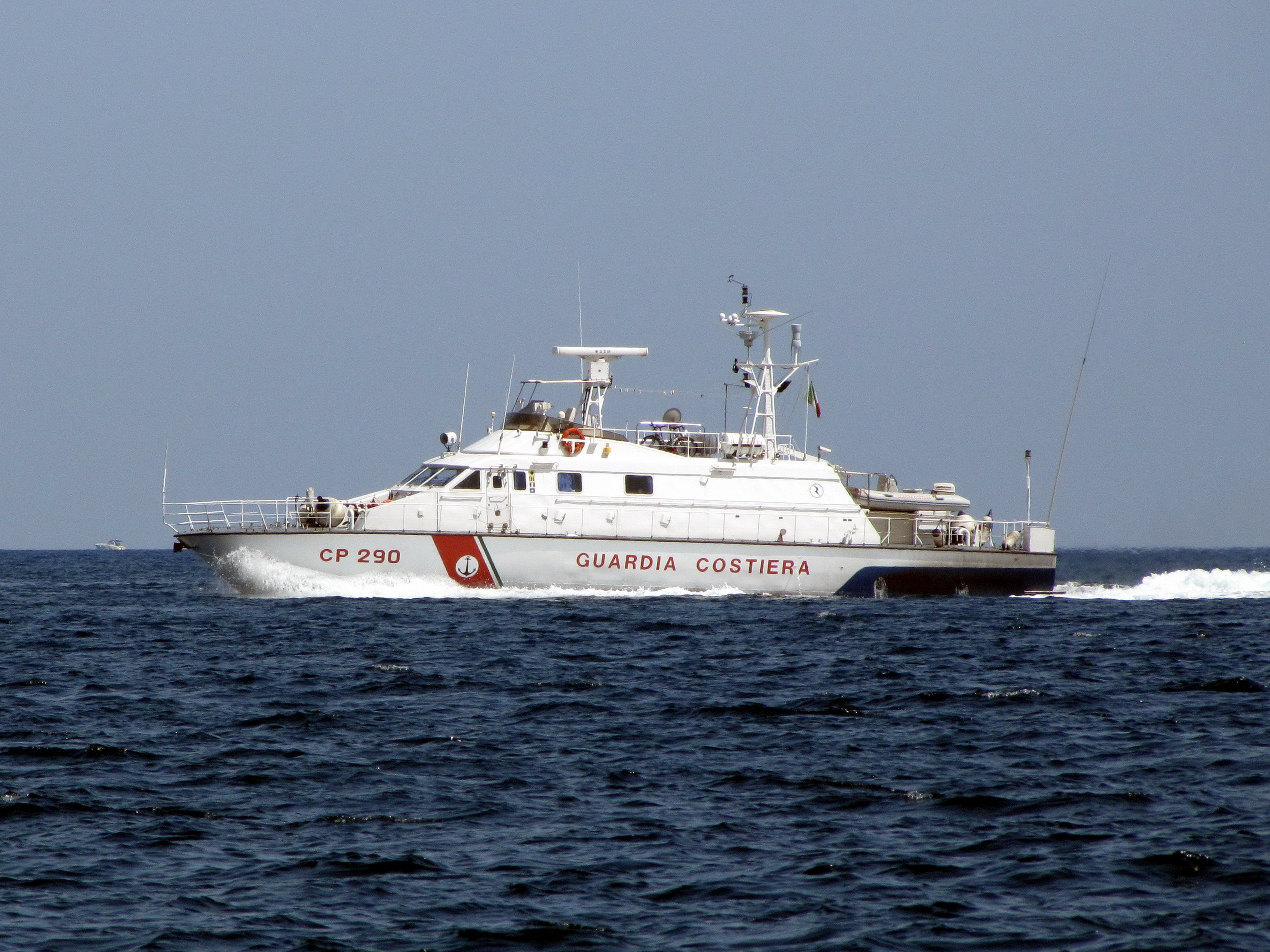
Motovedetta CP-290 al largo di Mondello
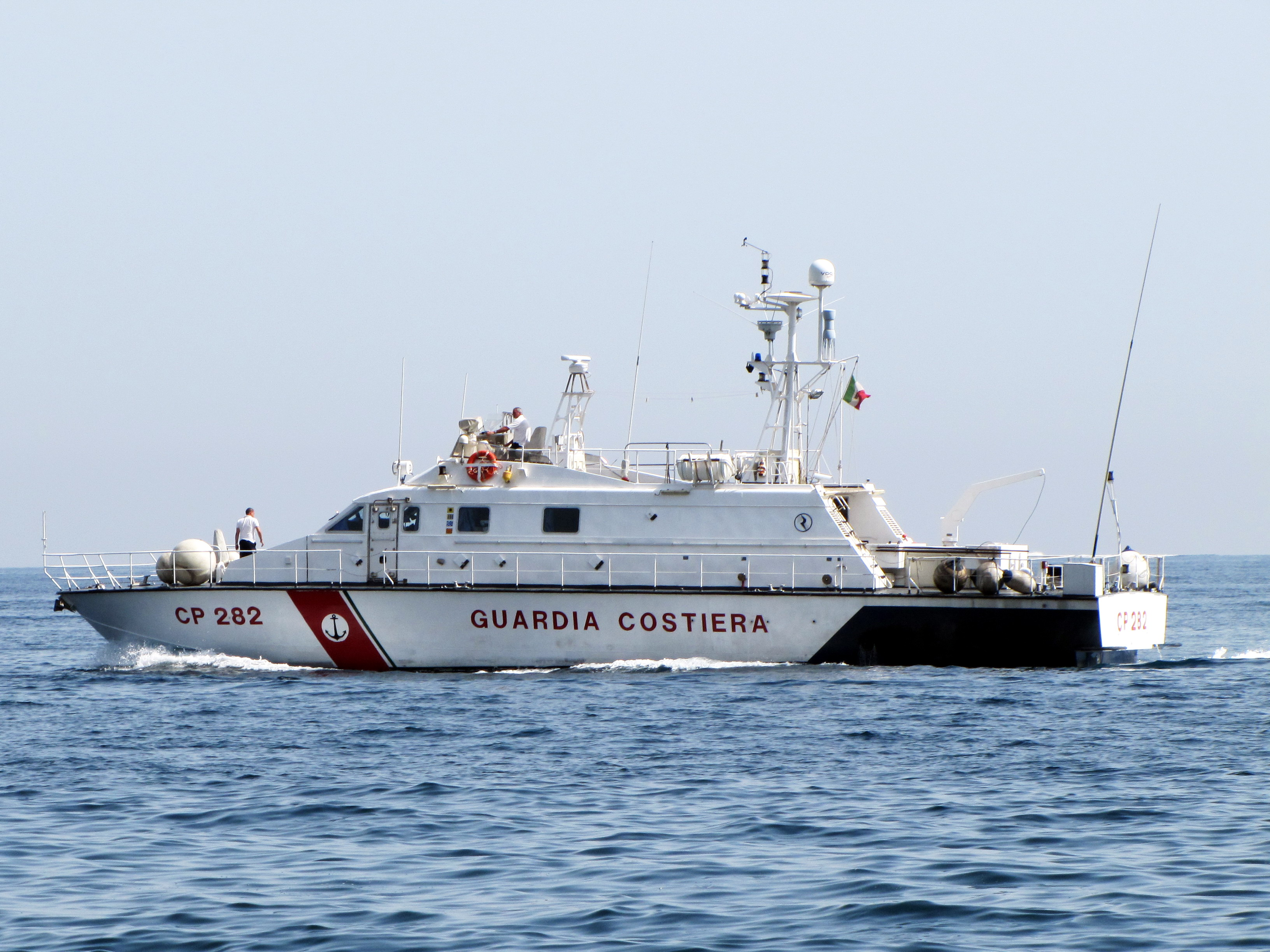
Motovedetta CP-282 al largo di Mondello
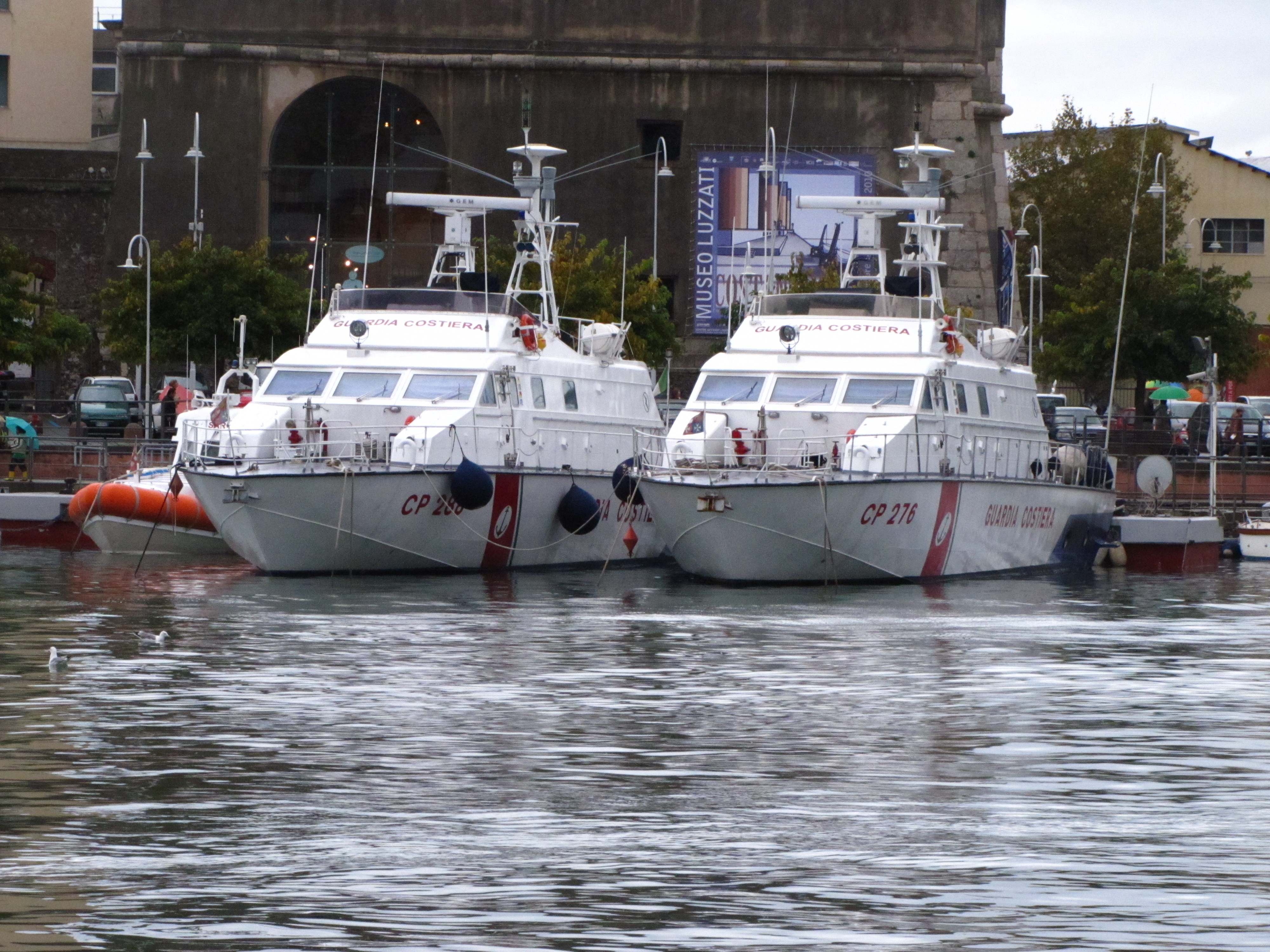
Motovedette CP-276 e CP-288 ormeggiate al porto antico di Genova
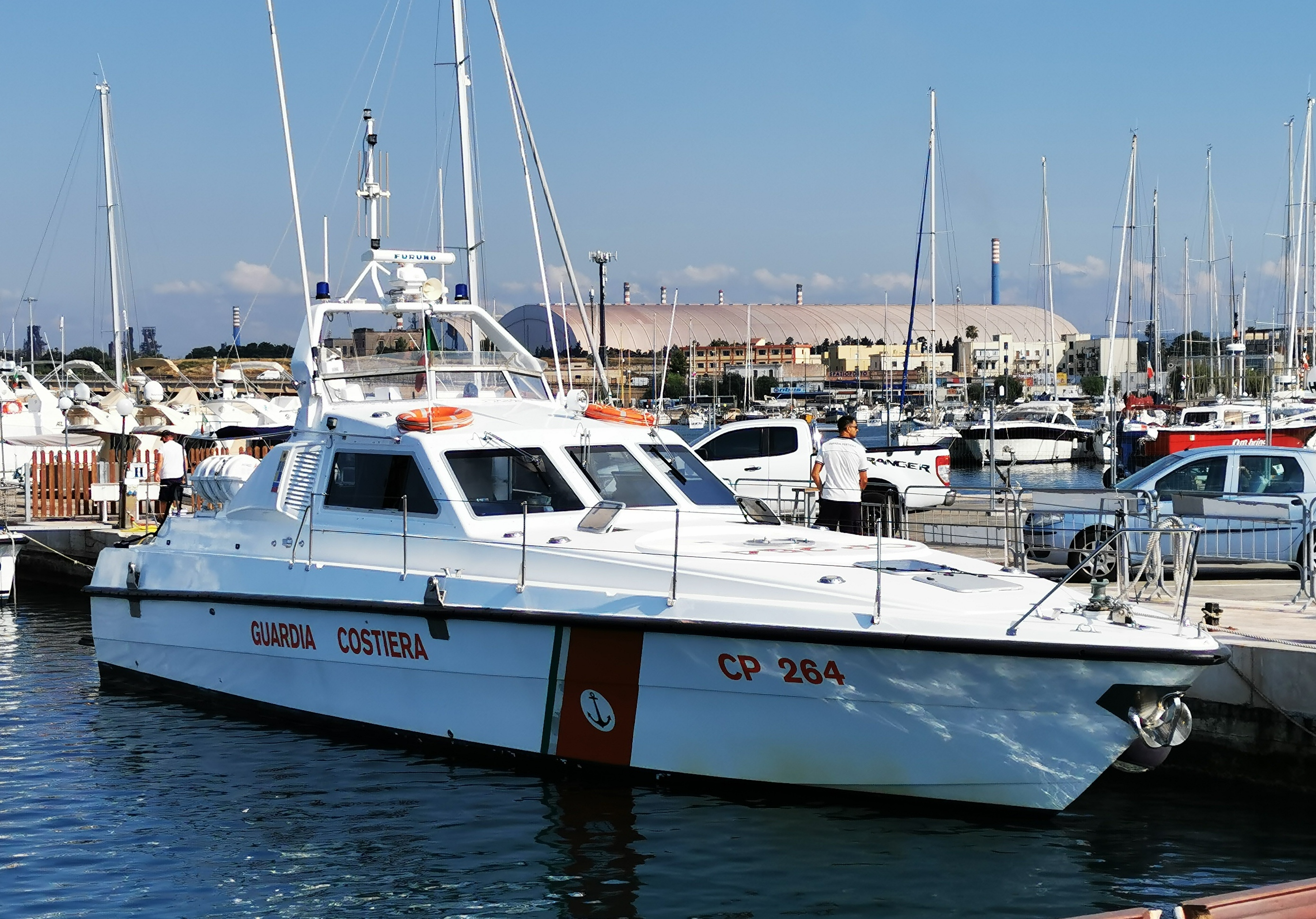
Motovedetta CP-264 al porto di Taranto